# Apeadeiro de Vila Boa do Mondego
O Apeadeiro de Vila Boa do Mondego foi uma interface da Linha da Beira Alta, que servia a localidade de Vila Boa do Mondego, no Distrito da Guarda, em Portugal.

## Caracterização

### Descrição física
O abrigo de plataforma situava-se do lado sudeste da via (lado direito do sentido ascendente, a Vilar Formoso).

## História
A Linha da Beira Alta entrou ao serviço, de forma provisória, em 1 de Julho de 1882, tendo sido totalmente inaugurada no dia 3 de Agosto do mesmo ano, pela Companhia dos Caminhos de Ferro Portugueses da Beira Alta. Vila Boa do Mondego não constava entre as estações e apeadeiros existentes na linha à data de inauguração, porém, tendo este interface sido criado posteriormente.